# Dolicholobium rufiflorum
Dolicholobium rufiflorum är en måreväxtart som beskrevs av Spencer Le Marchant Moore. Dolicholobium rufiflorum ingår i släktet Dolicholobium och familjen måreväxter.
Artens utbredningsområde är Papua Nya Guinea. Inga underarter finns listade i Catalogue of Life.